# Jörg van Essen

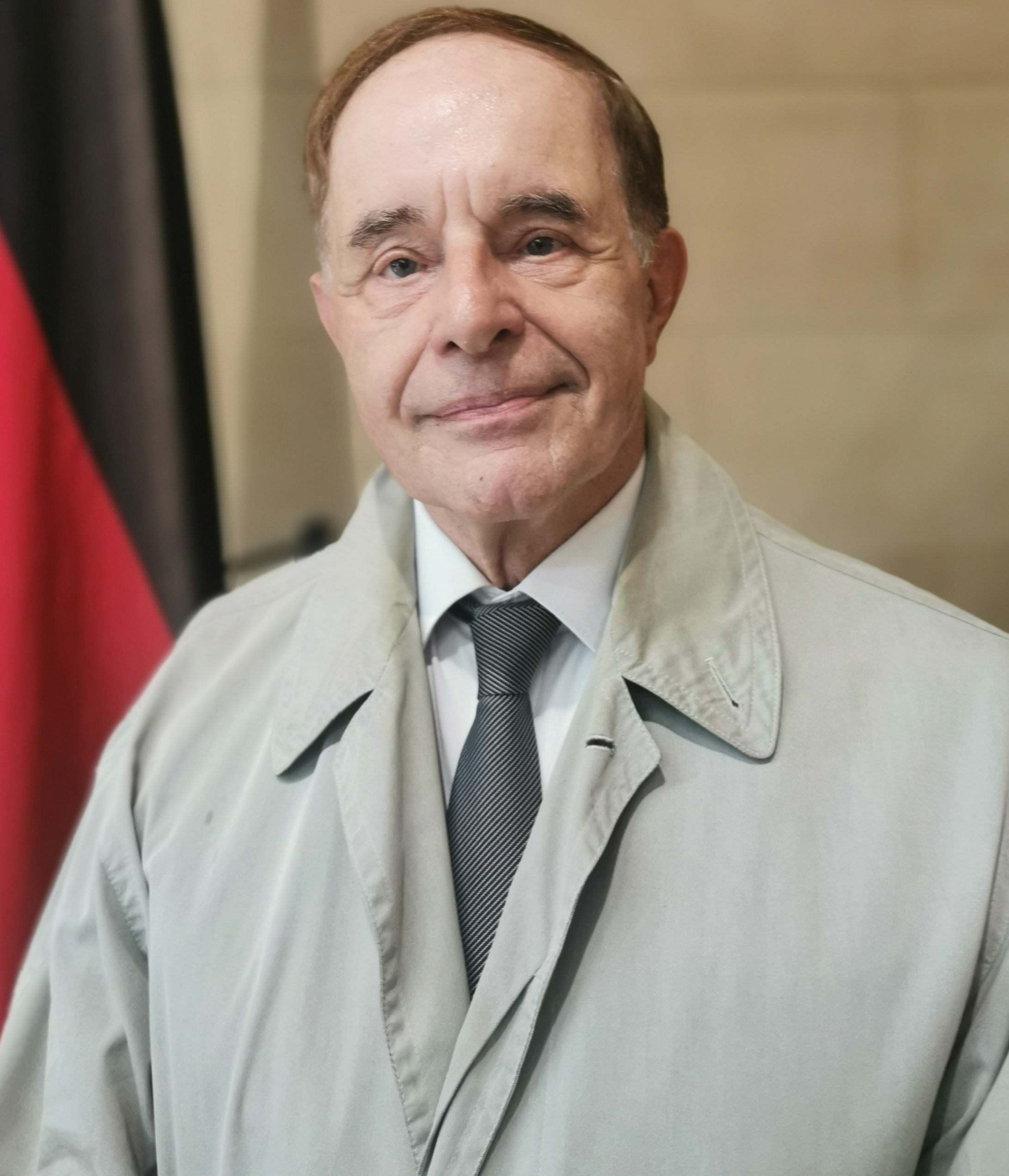
Jörg van Essen (2023)

Jörg van Essen (* 29. September 1947 in Burscheid) ist ein deutscher Politiker (FDP).

## Leben

### Ausbildung und Beruf
Nach dem Abitur 1966 in Siegen leistete van Essen seinen Wehrdienst bei der Panzerartillerie ab und absolvierte dann ab 1968 ein Studium der Rechtswissenschaft in Köln, welches er 1973 mit dem ersten und 1976 mit dem zweiten juristischen Staatsexamen beendete.
Von 1976 bis 1985 war er als Staatsanwalt in Münster, Hagen und Dortmund tätig. Von 1985 bis 1990 war er Oberstaatsanwalt bei der Generalstaatsanwaltschaft Hamm.
Von 1978 bis 1984 hatte er daneben einen Lehrauftrag für Strafrecht an der Fachhochschule für öffentliche Verwaltung des Landes Nordrhein-Westfalen. Neben seinem Studium und der beruflichen Laufbahn ist van Essen aktiver Reservesoldat. 1993 wurde er zum Oberst der Reserve befördert; dies ist der höchste für einen Reservisten erreichbare Dienstgrad der Bundeswehr.

### Parteilaufbahn
Van Essen ist seit 1980 Mitglied der FDP. 1982 übernahm er den Vorsitz im Landesfachausschuss für Außen-, Sicherheits- und Europapolitik der FDP Nordrhein-Westfalen. Er war von 1992 bis 2010 Vorsitzender des FDP-Bezirksverbandes Westfalen-Süd und Mitglied des Landesvorstandes der FDP NRW. Van Essen ist seit 1994 kooptiertes Mitglied im Bundespräsidium und im Bundesvorstand der FDP.
Von 1994 bis 1998 und erneut von 2009 bis 2013 gehörte er dem Koalitionsausschuss der führenden Vertreter der Regierungsparteien CDU, FDP und CSU an.

### Abgeordnetentätigkeit
Von 1990 bis 2013 war van Essen Mitglied des Deutschen Bundestages. Dort war er ab 1994 Erster Parlamentarischer Geschäftsführer der FDP-Bundestagsfraktion. Er war Mitglied des Rechtsausschusses sowie des Ältestenrates und des Vermittlungsausschusses. Jörg van Essen ist stets über die Landesliste Nordrhein-Westfalen in den Deutschen Bundestag eingezogen. Im August 2012 gab van Essen bekannt, auf eine Kandidatur für die Bundestagswahl 2013 zu verzichten, um „jüngeren Kollegen die Chance auf eine politische Karriere zu ermöglichen“.
Am 17. Oktober 2013 wurde er zusammen mit Otto Fricke und Stefan Ruppert zu einem der drei gleichberechtigten Liquidatoren der FDP-Bundestagsfraktion gewählt.
Seine politischen Schwerpunkte sind die innere und äußere Sicherheit und in der Rechtspolitik der Opferschutz.
Unterlagen zu seiner politischen Tätigkeit liegen im Archiv des Liberalismus der Friedrich-Naumann-Stiftung für die Freiheit in Gummersbach.

### Privates
Van Essen ist ledig und römisch-katholisch.

## Auszeichnungen
- 2001: Bundesverdienstkreuz 1. Klasse
- 2007: Ehrenkreuz der Bundeswehr in Gold durch den Bundesminister der Verteidigung.
- 2013: Großes Verdienstkreuz der Bundesrepublik Deutschland